# Kanton Vitry-le-François-Ouest
Kanton Vitry-le-François-Ouest (fr. Canton de Vitry-le-François-Ouest) byl francouzský kanton v departementu Marne v regionu Champagne-Ardenne. Tvořilo ho 10 obcí. Zrušen byl po reformě kantonů 2014.

## Obce kantonu
- Blacy
- Courdemanges
- Drouilly
- Glannes
- Huiron
- Loisy-sur-Marne
- Maisons-en-Champagne
- Pringy
- Songy
- Vitry-le-François (západní část)